# Aphonopelma seemanni
Aphonopelma seemanni — паук-птицеед, природной средой обитания которого является территория Центральной Америки. Ареал включает Коста-Рика, Никарагуа, Гватемалу, Гондурас и Панаму. Особи коста-риканской популяции, как правило, имеют чёрный окрас с белыми полосами на лапах, а в Никарагуа встречаются пауки тёмно-коричневого окраса со светло-коричневыми полосами. Вид описан Ф. О. Пикард-Кэмбриджем в 1897 году. Видовое латинское название дано в честь первооткрывателя, немецкого путешественника Бертольда Земана (1825—1871).

## Жизнь и размножение
Обитает в норах. Особи данного вида очень быстры и активны только ночью. Охотятся, в основном, на беспозвоночных, объём тела которых примерно в 2 раза меньше объёма тела паука. Стараются избегать солнечного света.
Отличается большой продолжительностью жизни (самки доживают до 30 лет) и низкой скоростью роста. Самцы становятся половозрелыми в 3 года, самки — в 4. Срок инкубации 85 дней. В коконе может находиться от шестисот до девятисот яиц.

## Контакты с человеком
Яд используется лишь для парализации жертвы перед началом её поглощения, и то не во всех случаях. Для человека не опасен. При укусе ощущается боль подобная укусу осиному, опухоль спадает через 2—3 дня. Возможны «сухие» укусы без введения яда. Также присутствуют раздражающие волоски, счесывание которых влияет на поведение жертвы. Особи данного вида не агрессивны по отношению к человеку, поэтому пользуются популярностью у новичков для домашнего содержания. Размер тела может достигать шести сантиметров, размер особи вместе с ногами может достигать пятнадцати сантиметров.